# Championnat de France de football de deuxième division 1973-1974
Navigation
Division 2 1972-1973 Division 2 1974-1975
Le Championnat de France de Division 2 1973-1974 avec deux poules géographiques de 18 clubs, voit l’attribution du titre au Lille OSC, qui accède en première division en compagnie du Red Star FC et du Paris SG. 

## Les 36 clubs participants

### Groupe Nord (Groupe A)
- RCFC Besançon
- AAJ Blois
- US Boulogne
- FC Bourges
- Stade brestois
- AC Cambrai
- ECAC Chaumont
- US Dunkerque
- SC Hazebrouck
- ES La Rochelle
- Stade lavallois
- US Le Mans
- Lille OSC
- FC Lorient
- EDS Montluçon
- Stade poitevin FC
- FC Rouen
- US Valenciennes-Anzin

### Groupe Sud (Groupe B)
- AC Ajaccio
- AS Angoulême
- AC Arles
- Olympique avignonnais
- AS Béziers
- AS Cannes
- LB Châteauroux
- Entente Bagneaux-Fontainebleau-Nemours
- FC Gueugnon
- CA Mantes-la-Ville
- FC Mulhouse
- JGA Nevers
- Paris SG
- Red Star FC
- FC Sète
- SC Toulon
- Toulouse FC
- CS Vittel

## Classement final
Les victoires sont en deux points.
| #  | Club                  | Joués | V  | N  | D  | bp:bc | +/- | Points |
| -- | --------------------- | ----- | -- | -- | -- | ----- | --- | ------ |
| 1  | Lille OSC             | 34    | 24 | 8  | 2  | 68-21 | +47 | 67     |
| 2  | US Valenciennes-Anzin | 34    | 21 | 7  | 6  | 78-29 | +49 | 64     |
| 3  | FC Rouen              | 34    | 18 | 6  | 10 | 59-31 | +28 | 56     |
| 4  | US Boulogne           | 34    | 16 | 10 | 8  | 58-39 | +19 | 53     |
| 5  | Stade lavallois       | 34    | 16 | 10 | 8  | 54-40 | +14 | 48     |
| 6  | FC Lorient            | 34    | 14 | 10 | 10 | 50-34 | +16 | 45     |
| 7  | RCFC Besançon         | 34    | 14 | 8  | 12 | 53-50 | +3  | 41     |
| 8  | US Dunkerque          | 34    | 13 | 7  | 14 | 49-50 | -1  | 40     |
| 9  | Stade brestois        | 34    | 14 | 8  | 12 | 41-42 | -1  | 38     |
| 10 | ECAC Chaumont         | 34    | 9  | 12 | 13 | 45-58 | -13 | 34     |
| 11 | FC Bourges            | 34    | 10 | 10 | 14 | 35-54 | -19 | 34     |
| 12 | EDS Montluçon         | 34    | 11 | 5  | 18 | 52-61 | -9  | 33     |
| 13 | AC Cambrai            | 34    | 11 | 9  | 14 | 42-55 | -13 | 33     |
| 14 | AAJ Blois             | 34    | 10 | 9  | 15 | 36-52 | -16 | 33     |
| 15 | SC Hazebrouck         | 34    | 10 | 8  | 16 | 45-54 | -9  | 32     |
| 16 | Stade poitevin FC     | 34    | 10 | 7  | 17 | 43-61 | -18 | 32     |
| 17 | US Le Mans            | 34    | 5  | 8  | 21 | 29-63 | -34 | 23     |
| 18 | ES La Rochelle        | 34    | 5  | 8  | 21 | 29-72 | -43 | 18     |

| #  | Club                      | Joués | V  | N  | D  | bp:bc | +/- | Points |
| -- | ------------------------- | ----- | -- | -- | -- | ----- | --- | ------ |
| 1  | Red Star FC               | 34    | 19 | 12 | 3  | 71-29 | +42 | 61     |
| 2  | Paris SG                  | 34    | 19 | 6  | 9  | 70-42 | +28 | 57     |
| 3  | Toulouse FC               | 34    | 17 | 5  | 12 | 64-42 | +22 | 48     |
| 4  | Olympique avignonnais     | 34    | 15 | 10 | 9  | 47-33 | +14 | 46     |
| 5  | SC Toulon                 | 34    | 15 | 8  | 11 | 50-39 | +11 | 46     |
| 6  | CA Mantes-la-Ville        | 34    | 14 | 7  | 13 | 47-45 | +2  | 39     |
| 7  | AC Ajaccio                | 34    | 12 | 9  | 13 | 46-44 | +2  | 39     |
| 8  | AS Cannes                 | 34    | 11 | 12 | 11 | 39-42 | -3  | 39     |
| 9  | AS Angoulême              | 34    | 13 | 8  | 13 | 45-49 | -4  | 39     |
| 10 | FC Mulhouse               | 34    | 12 | 7  | 15 | 49-56 | -7  | 38     |
| 11 | Entente BFN Fontainebleau | 34    | 11 | 9  | 14 | 42-48 | -6  | 36     |
| 12 | FC Sète                   | 36    | 13 | 8  | 13 | 30-49 | -19 | 36     |
| 13 | LB Châteauroux            | 34    | 10 | 10 | 14 | 43-47 | -4  | 35     |
| 14 | FC Gueugnon               | 34    | 10 | 9  | 15 | 46-56 | -10 | 34     |
| 15 | AS Béziers                | 34    | 11 | 8  | 15 | 36-46 | -10 | 34     |
| 16 | JGA Nevers                | 34    | 10 | 10 | 14 | 37-49 | -12 | 34     |
| 17 | AC Arles                  | 34    | 9  | 8  | 17 | 44-67 | -23 | 30     |
| 18 | CS Vittel                 | 34    | 8  | 8  | 18 | 27-49 | -22 | 26     |

## Attribution du titre
La formule du tournoi est appliquée pour permettre de décerner le titre honorifique de champion de France de deuxième division. Les vainqueurs des deux groupes vont se rencontrer sur deux matchs aller et retour et le vainqueur sera alors sacré champion.
- Lille OSC 0-2 Red Star FC
- Red Star FC 1-5 Lille OSC

Le Lille OSC est sacré champion de France de deuxième division.

## Barrages pour l'accession en division 1
Les deux deuxièmes vont se rencontrer en matchs aller-retour de barrage pour désigner le troisième club qui accèdera à la première division.
- US Valenciennes-Anzin 2-1 Paris-Saint-Germain FC
- Paris-Saint-Germain FC 4-2 US Valenciennes-Anzin

À l’issue des barrages, l’US Valenciennes-Anzin reste en deuxième division et le Paris-Saint-Germain FC est promu en première division.

## À l’issue de ce championnat
- Le Red Star Olympique, le Paris SG et le Lille OSC sont promus en championnat de première division.
- Équipes reléguées de la première division en juin 1973 : le Red Star FC, l’US Valenciennes-Anzin et l’AC Ajaccio.
- Les 6 équipes reléguées en Championnat de France de troisième division : ES La Rochelle, JGA Nevers, CS Vittel, US Le Mans, AC Arles et le Stade Poitiers.
- L’équipe de l’AC Ajaccio abandonne le statut professionnel et retourne en troisième division.
- Les équipes de l’Amiens AC, du Stade Quimpérois, du FC Tours, de l’AJ Auxerre, du FC Martigues et du SAS Épinal sont promues en championnat de deuxième division.

## Résumé de la saison
Le Paris SG remporte la deuxième édition du trophée de meilleur public sportif de 2e division (actuellement nommé Championnat de France des tribunes).

## Sources
- L’Équipe (août 1973 à juin 1974)
- France Football (août 1973 à juin 1974)